# Крюковский (Зиминский район)
Крюковский (также Крюково) — исчезнувший участок на территории Буринского сельского поселения Зиминского района Иркутской области.

## История
Населённый пункт основан в 1902 году переселенцами из Белоруссии. Согласно переписи населения СССР 1926 года в населённом пункте насчитывалось 67 хозяйств, проживали 364 человека (185 мужчин и 179 женщин). В конце 1920-х входил в состав Кундулунского сельсовета Кимильтейского района. В деревне функционировала крупная школа, где учились дети из соседних населённых пунктов.
На 1966 год участок в составе Кундулунского сельсовета
В 1960-е-1970-е годы в связи с укрупнением колхозно-совхозных хозяйств населённый пункт пришёл в упадок и перестал существовать. На топографической карте Генштаба СССР данный населённый пункт отмечен как нежилой. На топографической карте Генштаба СССР 1985 года участок Крюковский не отмечен, на его месте находятся развалины, недалеко от его местоположения располагается летник.